# Mario Mandžukić
Mario Mandžukić (Slavonski Brod, 21 mei 1986) is een voormalig Kroatisch voetballer en huidig voetbaltrainer die doorgaans als aanvaller speelde. Hij kondigde in september 2021 zijn voetbalpensioen aan, nadat hij clubloos was na zijn vertrek bij AC Milan. Mandžukić was van 2007 tot en met 2018 international in het Kroatisch voetbalelftal, waarvoor hij negenentachtig interlands speelde en drieëndertig keer scoorde.

## Clubcarrière

### Bayern München
In de 2012 top honderd lijst van beste voetballers van dat moment van de Engelse krant The Guardian, stond Mandžukić op de zevenenzeventigste plek. Mandžukić werd de eerste Kroatische voetballer ooit, die een doelpunt scoorde in de finale van een UEFA Champions League-toernooi op 25 mei 2013. Op 14 december 2013 scoorde Mandžukić zijn tiende competitiedoelpunt in het seizoen 2013/14 voor Bayern München, tegen Hamburger SV. Dat was ook zijn vijfenveertigste Bundesliga-doelpunt. Sinds zijn debuut in de Bundesliga maakte Mandžukić meer doelpunten met het hoofd dan wie dan ook, met als nummer eenentwintig het doelpunt tegen Hamburger SV. Door het winnen van vijf prijzen in een jaar verbrak Mandžukić het record van Zvonimir Boban, die in 1994 met AC Milan de UEFA Champions League, de Serie A, de UEFA Super Cup en de Supercoppa Italiana won. Mandžukić won de UEFA Champions League, de UEFA Super Cup, de Bundesliga, de DFB-Pokal en het FIFA-wereldkampioenschap voor clubs en werd hiermee ook de eerste Kroaat die dit wereldkampioenschap won. De prijs voor 'Sportman van het Jaar' werd gegeven aan de Kroaat, nadat Mandžukić met negen stemmen meer won van de Kroatische handballer Domagoj Duvnjak in 2013.

### Atlético Madrid
Mandžukić tekende in juli 2014 een vierjarig contract bij Atlético Madrid, dat hem voor €22.000.000,- overnam van Bayern München. Hij was de eerste Kroaat ooit bij Atlético Madrid, dat naast Super Mario ook nog dit seizoen Ángel Correa en Guilherme Siqueira kocht. Voordien speelde hij voor GNK Dinamo Zagreb en VfL Wolfsburg. Mandžukić assisteerde bij de 1-0 in de stadsderby tegen rivaal Real Madrid en scoorde de uiteindelijke 4–0 op 7 februari 2015.

### Juventus
Mandžukić tekende in juni 2015 een contract tot medio 2019 bij Juventus. Dat betaalde €19.000.000,- voor hem aan Atlético Madrid, met €2.000.000,- extra in het vooruitzicht aan eventuele bonussen. Mandžukić maakte zijn officieuze debuut voor Juventus in de oefenwedstrijd tegen Borussia Dortmund op 25 juli 2015. In de wedstrijd, dat eindigde in een 2–0 nederlaag, stelde trainer Massimiliano Allegri hem op in het basiselftal en verving hem na een uur voor Simone Zaza.

### Al-Duhail
In januari 2020 tekende Mandžukić een contract bij Al-Duhail. Hij maakte zijn debuut voor de club in de Qatar Stars League op 4 januari 2020, in een met 0–0 gelijkgespeelde thuiswedstrijd tegen Qatar SC. In juli 2020 vertrok Mandžukić transfervrij bij Al-Duhail.

### AC Milan
Op 19 januari 2021 tekende Mandžukić een halfjarig contract bij AC Milan, met de optie voor nog een seizoen. In juli 2021 werd bekendgemaakt dat het contract van Mandžukić door het clubbestuur niet werd verlengd.

### Einde carrière
Op 3 september kondigde Mario op sociale media aan dat hij zijn voetbalschoenen aan de haak had gehangen.

## Clubstatistieken
| Seizoen         | Club            | Competitie       | Competitie | Competitie | Beker | Beker | Continentaal | Continentaal | Totaal | Totaal |
| Seizoen         | Club            | Competitie       | Wed.       | Dlp.       | Wed.  | Dlp.  | Wed.         | Dlp.         | Wed.   | Dlp.   |
| --------------- | --------------- | ---------------- | ---------- | ---------- | ----- | ----- | ------------ | ------------ | ------ | ------ |
| 2006/07         | NK Zagreb       | Prva HNL         | 9          | 3          | -     | -     | -            | -            | 9      | 3      |
| 2007/08         | Dinamo Zagreb   | Prva HNL         | 29         | 12         | -     | -     | 10           | 3            | 39     | 15     |
| 2008/09         | Dinamo Zagreb   | Prva HNL         | 28         | 16         | -     | -     | 10           | 3            | 38     | 19     |
| 2009/10         | Dinamo Zagreb   | Prva HNL         | 24         | 14         | -     | -     | 10           | 3            | 34     | 17     |
| 2010/11         | VfL Wolfsburg   | Bundesliga       | 24         | 8          | 3     | 0     | 1            | 2            | 28     | 10     |
| 2011/12         | VfL Wolfsburg   | Bundesliga       | 32         | 12         | 1     | 0     | -            | -            | 33     | 12     |
| 2012/13         | Bayern München  | Bundesliga       | 24         | 15         | 5     | 3     | 10           | 3            | 39     | 21     |
| 2013/14         | Bayern München  | Bundesliga       | 30         | 18         | 4     | 4     | 10           | 3            | 44     | 25     |
| 2014/15         | Atlético Madrid | Primera División | 28         | 12         | 3     | 2     | 10           | 5            | 41     | 19     |
| 2015/16         | Juventus        | Serie A          | 27         | 10         | 3     | 0     | 5            | 2            | 34     | 13     |
| 2016/17         | Juventus        | Serie A          | 34         | 7          | 4     | 1     | 11           | 3            | 49     | 11     |
| 2017/18         | Juventus        | Serie A          | 32         | 5          | 4     | 1     | 6            | 4            | 42     | 10     |
| 2018/19         | Juventus        | Serie A          | 25         | 9          | 0     | 0     | 8            | 1            | 33     | 10     |
| 2019/20         | Al-Duhail       | Qatari League    | 5          | 0          | 2     | 1     | 0            | 0            | 7      | 1      |
| 2020/21         | AC Milan        | Serie A          | 10         | 0          | 0     | 0     | 1            | 0            | 11     | 0      |
| Carrière totaal | Carrière totaal | Carrière totaal  | 361        | 141        | 29    | 12    | 92           | 32           | 482    | 185    |

## Interlandcarrière
Mandžukić maakte zijn debuut voor de Kroatische nationale ploeg op 17 november 2007 tegen Macedonië. Hij speelde in de periode 2005–2007 zeven wedstrijden voor Kroatië onder 21. Mandžukić kon ook uitkomen voor het voetbalelftal van Bosnië en Herzegovina, vanwege zijn Bosnische wortels.
Op 29 mei 2012 maakte bondscoach Slaven Bilić zijn definitieve en drieëntwintig koppige selectie bekend die Kroatië vertegenwoordigde op het Europees kampioenschap voetbal 2012 in Polen en Oekraïne, inclusief Mandžukić die rugnummer 17 kreeg toebedeeld. In de eerste groepswedstrijd tegen Ierland opende Mandžukić al na drie minuten de score met een kopbal, waarna hij net na rust de eindstand bepaalde op 3–1. In de tweede groespwedstrijd tegen Italië scoorde hij de gelijkmaker.
Mandžukić werd opgenomen in de Kroatische selectie voor het wereldkampioenschap in Brazilië door bondscoach Niko Kovač, op 31 mei 2014. In de openingswedstrijd tegen Brazilië mocht de Kroaat niet spelen, wegens een rode kaart in de play-off tegen IJsland. In de tweede groepswedstrijd tegen Kameroen scoorde Mandžukić twee doelpunten, waarna de wedstrijd uiteindelijk eindigde in een 4–0 winst voor Kroatië.
Hij werd opgeroepen in mei 2015 door de Kroatische bondscoach voor de vriendschappelijke wedstrijd tegen Gibraltar en de EK-kwalificatiewedstrijd tegen Italië op respectievelijk 7 juni en 12 juni 2015. Tegen Gibraltar in Varaždin was Mandžukić voor het eerst aanvoerder van de Kroatische nationale ploeg. Daarnaast scoorde Mandžukić ook weer voor het eerst in bijna een jaar een doelpunt voor Kroatië. Hij werd na zesenvijftig minuten vervangen door Ivan Perišić, die ook de aanvoerdersband overnam. In het Poljudstadion kregen de Kroaten in de zevende minuut een strafschop tegen de Azzurri. Deze werd genomen door Mandžukić, maar werd tegengehouden door de Italiaanse doelman Gianluigi Buffon. Toch maakte Mandžukić niet veel later (vier minuten later) het eerste doelpunt van de wedstrijd. Ruim tien minuten voor de rust kregen de Italianen een strafschop door hands van Mandžukić. Hij kreeg ook een gele kaart. Op 17 november 2015 maakte hij zijn twintigste doelpunt voor de Vatreni tegen Rusland. Mandžukić maakte deel uit van de definitieve selectie van Kroatië voor het Europees kampioenschap in Frankrijk. Kroatië werd op 26 juni in de achtste finale tegen Portugal uitgeschakeld na een doelpunt van Ricardo Quaresma in de verlenging.
| Interlanddoelpunten | Interlanddoelpunten | Interlanddoelpunten | Interlanddoelpunten  | Interlanddoelpunten | Interlanddoelpunten | Interlanddoelpunten | Interlanddoelpunten |
| №                   | Datum               | Locatie             | Wedstrijd            | Goal(s)             | Score               | Uitslag             | Competitie          |
| ------------------- | ------------------- | ------------------- | -------------------- | ------------------- | ------------------- | ------------------- | ------------------- |
| 1                   | 10 september 2008   | Zagreb              | Kroatië – Engeland   | 78'                 | 1 – 3               | 1 – 4               | WK-kwalificatie     |
| 2                   | 12 oktober 2010     | Zagreb              | Kroatië – Noorwegen  | 35'                 | 1 – 1               | 2 – 1               | EK-kwalificatie     |
| 3                   | 3 juni 2011         | Split               | Kroatië – Georgië    | 76'                 | 1 – 1               | 2 – 1               | EK-kwalificatie     |
| 4                   | 11 oktober 2011     | Rijeka              | Kroatië – Letland    | 72'                 | 2 – 0               | 2 – 0               | EK-kwalificatie     |
| 5                   | 11 november 2011    | Istanboel           | Turkije – Kroatië    | 32'                 | 0 – 2               | 0 – 3               | EK-kwalificatie     |
| 6                   | 10 juni 2012        | Poznań              | Kroatië – Ierland    | 3'                  | 1 – 0               | 3 – 1               | EK-eindronde        |
| 7                   | 10 juni 2012        | Poznań              | Kroatië – Ierland    | 48'                 | 3 – 1               | 3 – 1               | EK-eindronde        |
| 8                   | 14 juni 2012        | Poznań              | Kroatië – Italië     | 72'                 | 1 – 1               | 1 – 1               | EK-eindronde        |
| 9                   | 16 oktober 2012     | Osijek              | Kroatië – Wales      | 27'                 | 1 – 0               | 3 – 1               | WK-kwalificatie     |
| 10                  | 6 februari 2013     | Londen              | Kroatië – Zuid-Korea | 33'                 | 1 – 0               | 4 – 0               | Vriendschappelijk   |
| 11                  | 22 maart 2013       | Zagreb              | Kroatië – Servië     | 23'                 | 1 – 0               | 2 – 0               | WK-kwalificatie     |
| 12                  | 6 september 2013    | Belgrado            | Servië – Kroatië     | 53'                 | 0 – 1               | 1 – 1               | WK-kwalificatie     |
| 13                  | 19 november 2013    | Zagreb              | Kroatië – IJsland    | 27'                 | 1 – 0               | 2 – 0               | WK-kwalificatie     |
| 14                  | 18 juni 2014        | Manaus              | Kameroen – Kroatië   | 61'                 | 0 – 3               | 0 – 4               | WK-eindronde        |
| 15                  | 18 juni 2014        | Manaus              | Kameroen – Kroatië   | 73'                 | 0 – 4               | 0 – 4               | WK-eindronde        |
| 16                  | 4 september 2014    | Pula                | Kroatië – Cyprus     | 17'                 | 1 – 0               | 2 – 0               | Vriendschappelijk   |
| 17                  | 4 september 2014    | Pula                | Kroatië – Cyprus     | 58'                 | 2 – 0               | 2 – 0               | Vriendschappelijk   |
| 18                  | 7 juni 2015         | Varaždin            | Kroatië – Gibraltar  | 53'                 | 3 – 0               | 4 – 0               | Vriendschappelijk   |
| 19                  | 12 juni 2015        | Split               | Kroatië – Italië     | 11'                 | 1 – 0               | 1 – 1               | EK-kwalificatie     |
| 20                  | 17 november 2015    | Rostov aan de Don   | Rusland – Kroatië    | 82'                 | 1 – 3               | 1 – 3               | Vriendschappelijk   |
| 21                  | 26 maart 2016       | Boedapest           | Hongarije – Kroatië  | 29'                 | 0 – 1               | 1 – 1               | Vriendschappelijk   |
| 22                  | 27 mei 2016         | Rijeka              | Kroatië – San Marino | 23'                 | 2 - 0               | 10 – 0              | Vriendschappelijk   |
| 23                  | 27 mei 2016         | Rijeka              | Kroatië – San Marino | 36'                 | 3 - 0               | 10 – 0              | Vriendschappelijk   |
| 24                  | 27 mei 2016         | Rijeka              | Kroatië – San Marino | 38'                 | 4 - 0               | 10 – 0              | Vriendschappelijk   |

## Erelijst
| Competitie             |               |                                    |               |               |
| Competitie             | Aantal        | Jaren                              |               |               |
| Dinamo Zagreb          | Dinamo Zagreb | Dinamo Zagreb                      | Dinamo Zagreb | Dinamo Zagreb |
| ---------------------- | ------------- | ---------------------------------- | ------------- | ------------- |
| 1. HNL                 | 3x            | 2007/08, 2008/09, 2009/10          |               |               |
| Hrvatski nogometni kup | 2x            | 2007/08, 2008/09                   |               |               |
| Bayern München         |               |                                    |               |               |
| UEFA Champions League  | 1x            | 2012/13                            |               |               |
| UEFA Super Cup         | 1x            | 2013                               |               |               |
| FIFA Club World Cup    | 1x            | 2013                               |               |               |
| Bundesliga             | 2x            | 2012/13, 2013/14                   |               |               |
| DFB-Pokal              | 2x            | 2012/13, 2013/14                   |               |               |
| DFL-Supercup           | 1x            | 2012                               |               |               |
| Atlético Madrid        |               |                                    |               |               |
| Supercopa de España    | 1x            | 2014                               |               |               |
| Juventus               |               |                                    |               |               |
| Serie A                | 4x            | 2015/16, 2016/17, 2017/18, 2018/19 |               |               |
| Coppa Italia           | 3x            | 2015/16, 2016/17, 2017/18          |               |               |
| Supercoppa Italiana    | 2x            | 2015, 2018                         |               |               |
| Al-Duhail              |               |                                    |               |               |
| Qatar Stars League     | 1x            | 2019/20                            |               |               |

| Competitie          | Winnaar | Winnaar | Runner-up | Runner-up | Derde   | Derde   |
| Competitie          | Aantal  | Jaren   | Aantal    | Jaren     | Aantal  | Jaren   |
| Kroatië             | Kroatië | Kroatië | Kroatië   | Kroatië   | Kroatië | Kroatië |
| ------------------- | ------- | ------- | --------- | --------- | ------- | ------- |
| Wereldkampioenschap |         |         | 1x        | 2018      |         |         |

## Trainerscarrière
Op 22 november 2021 werd Mandžukić aangesteld als assistent-bondscoach van Kroatië waarmee hij de derde plaats haalde op het WK in Qatar 2022.